# Mükerrem Taşçıoğlu
Mehmet Mükerrem Taşçıoğlu (* 1926 in Ezine, Provinz Çanakkale; † 17. März 2017 in Istanbul) war ein türkischer Politiker der Mutterlandspartei ANAP (Anavatan Partisi), der unter anderem zwischen 1983 und 1986 Minister für Kultur und Tourismus sowie im Anschluss von 1986 bis 1987 Minister für Arbeit und soziale Sicherheit war.

## Leben
Taşçıoğlu begann nach dem Besuch des Galatasaray Lisesi ein Studium an der Technischen Universität Istanbul (İstanbul Teknik Üniversitesi). Er absolvierte ferner Auslandssemester an der Fakultät für Bauingenieurwesen der Universität Lüttich und hatte eine Assistenzprofessur an der Technischen Universität Istanbul inne. Später war er auch Berater des Generaldirektoriums für Fernstraßen TCK (Türkiye Cumhuriyeti Karayolları Genel Müdürlüğü) sowie Leiter der Planungsabteilung des Verkehrsministeriums, ehe er Berater des Ministeriums für öffentliche Arbeiten und Verkehr war. Er gehörte 1983 zu den Mitgründern der Mutterlandspartei ANAP, für die er bei der Parlamentswahl am 6. November 1983 erstmals in die Große Nationalversammlung gewählt wurde. Dort vertrat er bis zum 2. November 1991 die Interessen der Provinz Sivas.
Taşçıoğlu war zwischen dem 13. Dezember 1983 und seiner Ablösung durch Mesut Yılmaz am 17. Oktober 1986 Minister für Kultur und Tourismus (Kültür ve Turizm Bakanı) im ersten Kabinett von Ministerpräsident Turgut Özal. Am 17. Oktober 1986 wurde er im Zuge einer Kabinettsumbildung von Ministerpräsident Özal als Nachfolger von Mustafa Kalemli zum Minister für Arbeit und soziale Sicherheit (Çalışma ve Sosyal Güvenlik Bakanı) berufen und bekleidete dieses Amt in der 45. Regierung der Türkei bis zum 21. Dezember 1987.
Er war verheiratet und Vater eines Kindes.